# Orocharis tricornis
Orocharis tricornis är en insektsart som beskrevs av Walker, T.J. 1969. Orocharis tricornis ingår i släktet Orocharis och familjen syrsor. Inga underarter finns listade i Catalogue of Life.